# Le Monteil-au-Vicomte
Le Monteil-au-Vicomte este o comună în departamentul Creuse din centrul Franței. În 2009 avea o populație de 221 de locuitori.

## Evoluția populației
| An        | 1975 | 1982 | 1990 | 1999 | 2006 | 2009 |
| --------- | ---- | ---- | ---- | ---- | ---- | ---- |
| Populație | 281  | 287  | 248  | 266  | 225  | 221  |